# USLチャンピオンシップ
USLチャンピオンシップ（英語: USL Championship）は、アメリカ合衆国とカナダのクラブチームによって構成されるプロサッカーリーグである。略称はUSLC。

## 概要
元々、アメリカのサッカーはメジャーリーグサッカー開幕前から「ユナイテッドサッカーリーグ」という2部リーグ組織（ただし現状はMLSとの直接的な入れ替えを取っていない）が存在したが、2010年にUSLの法人スポンサーであるナイキがその資本から撤退したことや、一部チームがリーグ戦運営に疑問を感じたことから、北米サッカーリーグ（NASL）として独立し新たな2部リーグとして運営しようとした。
しかし、アメリカ合衆国サッカー連盟（USSF）がNASL加盟クラブに対し、同連盟の承諾がない場合は正式なリーグ戦とはみなさないとして意見が対立。その後、2010年にUSSFが仲介して暫定的にNASLとUSLは統合し「USSF2部リーグ」として運営。2011年に正式に分離し、USLは「USLプロ」リーグという3部リーグ組織として生まれ変わった。
2013年より「USLプロ」リーグはMLSの下部リーグであった「MLSリザーブ・リーグ」 と実質的に合併し、「USLプロ」リーグがMLSの下部リーグとして実質的に位置付けられた。2015年に「USLプロ」リーグは元のユナイテッドサッカーリーグに改称。2017年にアメリカ合衆国サッカー連盟より暫定的2部リーグのステータスを得る。同年、USLはUSLディビジョンIIIを創設し、アメリカ合衆国サッカー連盟より3部リーグのステータスを得る。
2018年にUSLはリーグ名をリブランディングし、USL最上位のリーグ（元の「USLプロ」リーグ）を「USLチャンピオンシップ（USL Championship）」、USLディビジョンIIIを「USLリーグ・ワン（USL League One）」、プレミア・デベロップメント・リーグ（Premier Development League）を「USLリーグ・トゥー（USL League Two）」と2019年シーズンより改称した。

## 試合方式
24チームを東西2ディビジョンに分けて、各ディビジョンでホーム・アンド・アウェー方式、さらに地域に関係なく試合を行い、全30試合の勝ち点で順位を決める。各ディビジョン上位8チームずつの計16チームが。決勝トーナメントプレーオフに進出する。

## 参加クラブ数の遍歴
| シーズン | クラブ数 |
| 2011     | 15→12    |
| 2012     | 11       |
| 2013     | 13       |
| 2014     | 14       |
| 2015     | 24       |
| 2016     | 29       |
| 2017     | 31       |
| 2018     | 33       |
| 2019     | 36       |
| 2020     | 35       |
| 2021     | 31       |
| 2022     | 27       |
| 2023     | 24       |
| 2024     | 24       |
| 2025     | 24       |

## 所属クラブ
2025シーズンの所属クラブは以下の通りである。
| クラブ                                   | 本拠地                     | 設立                       | リーグ参加                 | MLS 提携                   |
| イースタン・カンファレンス               | イースタン・カンファレンス | イースタン・カンファレンス | イースタン・カンファレンス | イースタン・カンファレンス |
| ---------------------------------------- | -------------------------- | -------------------------- | -------------------------- | -------------------------- |
| チャールストン・バッテリー               | マウントプレザント         | 1993                       | 2011                       |                            |
| ハートフォード・アスレティック           | ハートフォード             | 2018                       | 2019                       |                            |
| ラウドン・ユナイテッドFC                 | リーズバーグ               | 2018                       | 2019                       | D.C.ユナイテッド           |
| マイアミFC                               | マイアミ                   | 2015                       | 2020                       |                            |
| ピッツバーグ・リバーハウンズSC           | ピッツバーグ               | 1998                       | 2011                       |                            |
| タンパベイ・ローディーズ                 | セントピーターズバーグ     | 2008                       | 2017                       |                            |
| バーミンガム・レギオンFC                 | バーミングハム             | 2017                       | 2019                       |                            |
| インディ・イレブン                       | インディアナポリス         | 2013                       | 2018                       |                            |
| ルイビル・シティFC                       | ルイビル                   | 2014                       | 2015                       |                            |
| ロードアイランドFC                       | ポータケット               | 2019                       | 2024                       |                            |
| デトロイト・シティFC                     | ハムトラムク               | 2012                       | 2022                       |                            |
| ノースカロライナFC                       | ケーリー                   | 2006                       | 2022                       |                            |
| ウェスタン・カンファレンス               |                            |                            |                            |                            |
| コロラドスプリングス・スイッチバックスFC | コロラドスプリングス       | 2013                       | 2015                       | コロラド・ラピッズ         |
| エルパソ・ロコモティフFC                 | エルパソ                   | 2018                       | 2019                       |                            |
| ニューメキシコ・ユナイテッド             | アルバカーキ               | 2018                       | 2019                       |                            |
| サンアントニオFC                         | サンアントニオ             | 2016                       | 2016                       | ニューヨーク・シティFC     |
| ラスベガス・ライツFC                     | ラスベガス                 | 2017                       | 2018                       |                            |
| オークランド・ルーツSC                   | オークランド               | 2018                       | 2021                       |                            |
| オレンジカウンティSC                     | アーバイン                 | 2010                       | 2011                       |                            |
| フェニックス・ライジングFC               | チャンドラー               | 2014                       | 2014                       |                            |
| サクラメント・リパブリックFC             | サクラメント               | 2012                       | 2014                       |                            |
| FCタルサ                                 | タルサ                     | 2013                       | 2015                       |                            |
| レキシントンSC                           | レキシントン               | 2021                       | 2025                       |                            |
| モントレー・ベイFC                       | シーサイド                 | 2021                       | 2022                       |                            |

### 参加予定クラブ
| クラブ                   | 本拠地         | 参加予定年 | 備考                                                                                  |
| ------------------------ | -------------- | ---------- | ------------------------------------------------------------------------------------- |
| サンタバーバラ・スカイFC | サンタバーバラ | 2026       | 当初はUSLリーグ1に参加する予定だったが、メンフィス901FCの解散に伴い繰り上げとなった。 |

### 休止中のクラブ
| クラブ           | 本拠地           | 在籍期間  | 備考 |
| ---------------- | ---------------- | --------- | --- |
| OKCエナジーFC    | オクラホマシティ | 2014-2021 | 新たなスタジアムを建設中。2027年に復帰予定。                                                             |
| フォートワースFC | フォートワース   | 2019-2021 | 2021年まではオースティン・ボールドFCという名称で活動し、現在新たなスタジアムを建設中。2024年に復帰予定。 |

### かつて在籍していたクラブ
| クラブ                             | 本拠地                 | 在籍期間   | 備考 |
| ---------------------------------- | ---------------------- | ---------- | --- |
| アンティグア・バーブーダFC         | セント・ジョンズ       | 2011-2013  | 2013年を最後に解散。                                                                                        |
| アトランタ・ユナイテッド2          | ケネソー               | 2018-2022  | アトランタ・ユナイテッドFCのリザーブチーム。2022年を最後にMSLネクスト・プロに移行。                         |
| オースティン・ボールドFC           | オースティン           | 2017-2021  | フォートワースの前身クラブ。                                                                                |
| オースティン・アズテック           | オースティン           | 2015       | コロンバス・クルーのリザーブチーム。2015年に解散。                                                          |
| シャーロット・エンジェルス         | シャーロット           | 2011-2015  | USLリーグ2に降格。                                                                                          |
| シャーロット・インディペンデンス   | シャーロット           | 2014-2021  | USLリーグ1に降格。                                                                                          |
| FCシンシナティ                     | シンシナティ           | 2015-2018  | MSLに昇格。                                                                                                 |
| デイトン・ダッチ・ライオンズ       | ウェスト・キャロルトン | 2011-2014  | コロンバス・クルーのリザーブチーム。USLリーグ2に降格。                                                      |
| FCモントリオール                   | モントリオール         | 2015-2016  | 親クラブであるモントリオール・インパクト（現CFモントリオール）の経営方針の影響で解散した。                  |
| FCニューヨーク                     | クイーンズ区           | 2011       | NPSLに降格。                                                                                                |
| フレズノFC                         | フレズノ               | 2017-2019  | モントレー郡に移転し、現在のモントレー・ベイFCになった。                                                    |
| LA・ギャラクシーII                 | カーソン               | 2014-2022  | LA・ギャラクシーのリザーブチーム。MLSネクスト・プロに移行した。                                             |
| メンフィス901FC                    | メンフィス             | 2018-2024  | スタジアム問題                                                                                              |
| ナッシュビルSC                     | ナッシュビル           | 2016-2019  | MLSに昇格。                                                                                                 |
| ニューヨーク・レッドブルズII       | モントクレア           | 2015-2022  | ニューヨーク・レッドブルズのリザーブチーム。MLSネクスト・プロに移行。                                       |
| ノースカロライナFC                 | ケーリー               | 2018-2020  | USLリーグ1に降格。                                                                                          |
| オーランド・シティB                | オーランド             | 2016-2017  | オーランド・シティSCのリザーブチーム。USLリーグ1に降格。                                                    |
| オーランド・シティSC               | ベイ・レイク           | 20011-2014 | MLSに昇格                                                                                                   |
| オタワ・フューリーFC               | オタワ                 | 2017-2019  | 2019年に解散。                                                                                              |
| ペンFC                             | ハリスバーグ           | 2011-2018  | 2018年を最後に解散。その後2020シーズンからUSLリーグ1で活動を再開した。                                      |
| フィラデルフィア・ユニオンII       | フィラデルフィア       | 2015-2020  | フィラデルフィア・ユニオンのリザーブチーム。MLSネクスト・プロに移行。                                       |
| フェニックスFC                     | テンピ                 | 2013       | 解散したのち、アリゾナ・ユナイテッドSCという名称を経て現在はフェニックス・ライジングFCとして活動している。  |
| ポートランド・ティンバーズ2        | ヒルズボロ             | 2015-2020  | ポートランド・ティンバーズのリザーブチーム。MLSネクスト・プロに移行。                                       |
| プエルトリコ・ユナイテッド         | アグアダ               | 2011       | プエルトリコ・サッカーリーグに移行。                                                                        |
| レアル・モナークス                 | ヘリマン               | 2015-2021  | レアル・ソルトレイクのリザーブチーム。2021年を最後にMLSネクスト・プロに移行。                               |
| リオ・グランデ・バレーFC           | エディンバーグ         | 2015-2023  | スタジアム問題                                                                                              |
| リノ1868FC                         | リノ                   | 2017-2020  | 新型コロナウイルスの影響で財政難に陥り、2020年を最後に解散した。                                            |
| CAリーベル・プレート・プエルトリコ | ファハルド             | 2011       | プエルトリコ・サッカーリーグに移行。                                                                        |
| リッチモンド・キッカーズ           | リッチモンド           | 2011-2018  | USLリーグ1に降格。                                                                                          |
| ロチェスター・ライノス             | ロチェスター           | 2011-2017  | USLリーグ1、MLSネクスト・プロに所属したのち、ロチェスター・ニューヨークFCとして活動するも2023年に解散した。 |
| サンディエゴ・ロイヤルSC           | サンディエゴ           | 2019-2023  | スタジアムの問題と新しいMLSチーム (サンディエゴFC)                                                          |
| セントルイスFC                     | フェントン             | 2014-2020  | 新型コロナウイルスの影響で財政難に陥り、2020シーズンを最後に解散した。                                      |
| セビージャFCプエルトリコ           | フンコス               | 2011       | プエルトリコサッカーリーグに移行。                                                                          |
| スポルティング・カンザスシティII   | カンザスシティ         | 2016-2021  | スポルティング・カンザスシティのリザーブチーム。MLSネクスト・プロに移行。                                   |
| タコマ・ディファイアンス           | タコマ                 | 2015-2021  | シアトル・サウンダーズFC                                                                                    |
| トロントFCII                       | トロント               | 2014-2018  | トロントFCのリザーブチーム。USLリーグ1に降格。                                                              |
| ホワイトキャップスFC 2             | バンクーバー           | 2015-2017  | バンクーバー・ホワイトキャップスのリザーブチーム。MLSネクスト・プロに移行。                                 |
| VSIタンパベイFC                    | プラントシティ         | 2013       | 2013年に解散。                                                                                              |
| ウィルミントン・ハンマーヘッズFC   | ウィルミントン         | 2011-2016  | USLリーグ2に降格したのち、2017年を最後に解散した。                                                          |